# Elemento traço
Um elemento traço é um elemento químico presente em quantidade diminuta, uma quantidade traço, especialmente usado em referência a um micronutriente, mas também é usado para se referir a elementos minoritários na composição de uma rocha ou de outra substância química.
Em nutrição, os elementos traço são classificados em dois grupos: elementos traço essenciais e elementos traço não essenciais. Os elementos traço essenciais são necessários para muitos processos fisiológicos e bioquímicos, tanto em plantas quanto em animais. Os elementos traço não apenas desempenham um papel em processos biológicos, mas também atuam como catalisadores em mecanismos de redox – oxidação e redução. Elementos traço de alguns metais pesados possuem um papel biológico como micronutrientes essenciais.

## Tipos
Os dois tipos de elemento traço em bioquímica são classificados como essenciais ou não essenciais.

### Elementos traço essenciais
Um elemento traço essencial é um elemento dietético, um mineral necessário apenas em quantidades diminutas para o crescimento, desenvolvimento e fisiologia adequados do organismo. Os elementos traço essenciais são aqueles necessários para realizar atividades metabólicas vitais nos organismos. Elementos traço essenciais na nutrição humana e de outros animais incluem ferro (Fe) (hemoglobina), cobre (Cu) (pigmentos respiratórios), cobalto (Co) (Vitamina B12), iodo (I), manganês (Mn), cloro (Cl), molibdênio (Mo), selênio (Se) e zinco (Zn) (enzimas). Embora sejam essenciais, tornam-se tóxicos em altas concentrações.

### Elementos traço não essenciais
Elementos traço não essenciais incluem prata (Ag), cádmio (Cd), mercúrio (Hg) e chumbo (Pb). Eles não possuem função biológica conhecida em mamíferos e apresentam efeitos tóxicos mesmo em baixas concentrações.
Os componentes estruturais das células e tecidos que são necessários na dieta em quantidades diárias da ordem de gramas são conhecidos como elementos majoritários.